# Tournoi pré-olympique de l'UEFA 1963-1964
Navigation
Rome 1960 Mexico 1968
Le tournoi pré-olympique de l'UEFA 1963-1964 a eu pour but de désigner les cinq nations qualifiées au sein de la zone Europe pour participer au tournoi final de football, disputé lors des Jeux olympiques de Tokyo en 1964. Médaillée d'or et tenante du titre, la Yougoslavie est qualifiée d'office. 21 pays originaires du continent européen ont effectivement pris part aux matches de qualification.
Le tournoi européen de qualification aux Jeux olympiques d'été de 1964 s'est déroulé entre le 4 mai 1963 et le 28 juin 1964. Deux tours ont été disputés entre cinq groupes (trois groupes de cinq équipes ayant nécessité un tour préliminaire, un groupe de quatre équipes et un groupe de trois équipes), à l'issue desquels le vainqueur de chaque finale de poule s'est qualifié pour les Jeux à l'issue d'un système à élimination directe disputé en match aller-retour, en jouant si nécessaire un match d'appui car la règle des buts marqués à l'extérieur n'est pas en vigueur. Au terme de ces éliminatoires, la Roumanie, la Hongrie, l'Allemagne de l'Est, l'Italie et la Tchécoslovaquie ont décroché leur participation au tournoi olympique. Sous crainte de se voir disqualifiée pour avoir fait usage de joueurs professionnels, l'Italie renonce à participer au tournoi olympique le 16 septembre 1964, la Pologne se voit proposée de participer mais refuse l'invitation et elle n'est donc en définitive pas remplacée.
Les quatre nations britanniques (l'Angleterre, l'Écosse, l'Irlande du Nord et le pays de Galles) sont réunies sous la bannière de la Grande-Bretagne. Par crainte de disqualification, la Grèce se retire avant de disputer la finale de son groupe. L'Allemagne de l'Est se présente quant à elle aux Jeux sous la bannière de l'Allemagne unifiée, en accord avec la décision des comités allemands respectifs de faire concourir leurs athlètes entre 1956 et 1964 dans une « Équipe unifiée d'Allemagne », le CIO ne reconnaissant à l'époque comme comité olympique allemand que celui d'Allemagne de l'Ouest. Si lors des Jeux de Melbourne c'est une équipe « mixte » qui fut alignée, les fédérations allemandes respectives ont décidé par la suite de disputer un tour préliminaire pour décider qui de l'Allemagne de l'Ouest ou de l'Allemagne de l'Est participerait aux éliminatoires et représenterait l'Allemagne sous la bannière unifiée en cas de qualification.

## Pays qualifiés
| Dates                         | Lieu      | Places | Qualifiés                                                          |
| ----------------------------- | --------- | ------ | ------------------------------------------------------------------ |
| du 4 mai 1963 au 28 juin 1964 | Itinérant | 5      | Roumanie Hongrie Équipe unifiée d'Allemagne Italie Tchécoslovaquie |

## Format des qualifications
Dans le système à élimination directe avec des matches aller et retour, en cas d'égalité parfaite au score cumulé des deux rencontres, les mesures suivantes sont d'application :

- Nécessité d'un match d'appui disputé sur terrain neutre, et
- Organisation de prolongations et, au besoin, d'une séance de tirs au but, si les deux équipes sont toujours à égalité au terme des prolongations,
- La règle des buts marqués à l'extérieur n'est pas en vigueur.

## Résultats des qualifications

### Groupe 1

#### Tour préliminaire
| Équipe 1 | Résultat | Équipe 2 | Aller | Retour |
| -------- | -------- | -------- | ----- | ------ |
| Albanie  | 0 - 2    | Bulgarie | 0 - 1 | 0 - 1  |

#### Détail des rencontres
| 2 juin 1963 | Albanie | 0 - 1 | Bulgarie     | Stadiumi Qemal-Stafa Tirana, Albanie                |                                                     |
| |         | (0 - 1) | Dimitrov 37e | Spectateurs : 15 000 Arbitrage : Lajos Horváth (hu) | Spectateurs : 15 000 Arbitrage : Lajos Horváth (hu) |
| | Rapport | |              | Spectateurs : 15 000 Arbitrage : Lajos Horváth (hu) | Spectateurs : 15 000 Arbitrage : Lajos Horváth (hu) |
| Maliqati (en) - Deliallisi (en), Papadophulli, Mema (en), Halili (en) - Shllaku (en), Bushati (it) - Vorfi, Jashari, Pano, Resmja | Équipes | Najdenov - Shalamanov, Gaganelov, Vutsov, Dimitrov, Stoynov (en) - Rankov, Yanchovski - Tsanev (en), Kotkov , Popov |              | Spectateurs : 15 000 Arbitrage : Lajos Horváth (hu) | Spectateurs : 15 000 Arbitrage : Lajos Horváth (hu) |

| 16 juin 1963 | Bulgarie   | 1 - 0 | Albanie | Stade national Vassil-Levski Sofia, Bulgarie           |                                                        |
| | Kotkov 30e | (1 - 0) |         | Spectateurs : 25 200 Arbitrage : Dimosthenis Stathatos | Spectateurs : 25 200 Arbitrage : Dimosthenis Stathatos |
| | Rapport    | |         | Spectateurs : 25 200 Arbitrage : Dimosthenis Stathatos | Spectateurs : 25 200 Arbitrage : Dimosthenis Stathatos |
| Najdenov - Kovachev, Gaganelov, Vutsov, Dimitrov, Stoynov (en) - Rankov, Yanchovski - Tsanev (en), Kotkov , Angelov | Équipes    | Maliqati (en) - Deliallisi (en), Kasmi (en), Mema (en), Halili (en) - Shllaku (en), Jashari, Duro - Kraja (en), Pano, Bukoviku (en) |         | Spectateurs : 25 200 Arbitrage : Dimosthenis Stathatos | Spectateurs : 25 200 Arbitrage : Dimosthenis Stathatos |

#### Premier tour
| Équipe 1 | Résultat | Équipe 2           | Aller | Retour | Appui    |
| -------- | -------- | ------------------ | ----- | ------ | -------- |
| Danemark | 6 - 7    | Roumanie           | 2 - 3 | 3 - 2  | 1 - 2 ap |
| Bulgarie | -        | Luxembourg forfait | -     | -      | -        |

#### Détail des rencontres
| 23 juin 1963       | Danemark | 2 - 3   | Roumanie | Københavns Idrætspark (en) Copenhague, Danemark  |                                                  |
| 13:30 heure locale | Bruun 17e · Enoksen 59e (pen.) | (1 - 1) | Constantin 5e · Manolache 52e 64e                                                                                              | Spectateurs : 34 000 Arbitrage : Albert Guinnard | Spectateurs : 34 000 Arbitrage : Albert Guinnard |
| 13:30 heure locale | Rapport |         | | Spectateurs : 34 000 Arbitrage : Albert Guinnard | Spectateurs : 34 000 Arbitrage : Albert Guinnard |
| 13:30 heure locale | Sørensen (en) - Johansen (en), J.J. Hansen, Eliasen (da), B. Hansen - Petersen (en), Sørensen - Bertelsen, Madsen , Bruun, Enoksen | Équipes | Datcu - Popa (en), Nunweiller, Greavu (en) - Petru (en), Koszka (en), Pîrcălab - Varga (en), Manolache, Constantin, Haidu (en) | Spectateurs : 34 000 Arbitrage : Albert Guinnard | Spectateurs : 34 000 Arbitrage : Albert Guinnard |

| 3 novembre 1963    | Roumanie | 2 - 3   | Danemark | Stadionul 23 August Bucarest, Roumanie              |                                                     |
| 14:15 heure locale | Petru (en) 35e 79e | (1 - 3) | Thorst 1re 9e · Bertelsen 17e | Spectateurs : 60 000 Arbitrage : Konstantin Zečević | Spectateurs : 60 000 Arbitrage : Konstantin Zečević |
| 14:15 heure locale | Rapport |         | | Spectateurs : 60 000 Arbitrage : Konstantin Zečević | Spectateurs : 60 000 Arbitrage : Konstantin Zečević |
| 14:15 heure locale | Datcu - Popa (en), Nunweiller, Ivan (en) - Petru (en), Koszka (en), Pîrcălab - Constantin, Manolache, Țîrcovnicu (en), Haidu (en) | Équipes | Sørensen (en) - Johansen (en), J.J. Hansen, B. Hansen, J. Madsen (en) - Petersen (en), Sørensen - Bertelsen, Thorst, O. Madsen, Danielsen | Spectateurs : 60 000 Arbitrage : Konstantin Zečević | Spectateurs : 60 000 Arbitrage : Konstantin Zečević |

| Match d'appui                       | Roumanie | 2 - 1 a. p.    | Danemark | Stadio Comunale Vittorio Pozzo Turin, Italie     |                                                  |
| 28 novembre 1963 14:30 heure locale | Creiniceanu (en) 34e · Sasu 112e                                                                                               | (1 - 0, 1 - 1) | Thorst 84e | Spectateurs : 3 000 Arbitrage : Giulio Campanati | Spectateurs : 3 000 Arbitrage : Giulio Campanati |
| 28 novembre 1963 14:30 heure locale | Rapport |                | | Spectateurs : 3 000 Arbitrage : Giulio Campanati | Spectateurs : 3 000 Arbitrage : Giulio Campanati |
| 28 novembre 1963 14:30 heure locale | Mîndru - Popa (en), Karikaș (en), Greavu (en) - Petru (en), Koszka (en), Pîrcălab - Sasu, Voinea, Constantin, Creiniceanu (en) | Équipes        | Sørensen (en) - Johansen (en), J.J. Hansen, B. Hansen, J. Madsen (en) - Petersen (en), Sørensen - Bertelsen, Thorst, O. Madsen, Danielsen | Spectateurs : 3 000 Arbitrage : Giulio Campanati | Spectateurs : 3 000 Arbitrage : Giulio Campanati |

|  | Bulgarie | Q. - forfait | Luxembourg |  |  |
|  |          |              |            |  |  |

#### Second tour
| Équipe 1 | Résultat | Équipe 2 | Aller | Retour |
| -------- | -------- | -------- | ----- | ------ |
| Roumanie | 3 - 1    | Bulgarie | 2 - 1 | 1 - 0  |

#### Détail des rencontres
| 3 mai 1964 | Roumanie                  | 2 - 1 | Bulgarie   | Stadionul 23 August Bucarest, Roumanie             |                                                    |
| | Constantin 50e 84e (pen.) | (0 - 0) | Kotkov 87e | Spectateurs : 50 000 Arbitrage : Michel Kitabdjian | Spectateurs : 50 000 Arbitrage : Michel Kitabdjian |
| | Rapport                   | |            | Spectateurs : 50 000 Arbitrage : Michel Kitabdjian | Spectateurs : 50 000 Arbitrage : Michel Kitabdjian |
| Mîndru - Popa (en), Nunweiller, Coe, Ivan (en) - Petru (en), Georgescu (en), Pîrcălab - Constantin, Sasu, Creiniceanu (en) | Équipes                   | Deyanov - Shalamanov, Vutsov, Stoynov (en), Gaganelov - Penev, Dimitrov - Popov, Dishkov (bg), Kotkov , Gugalov (bg) |            | Spectateurs : 50 000 Arbitrage : Michel Kitabdjian | Spectateurs : 50 000 Arbitrage : Michel Kitabdjian |

| 31 mai 1964 | Bulgarie | 0 - 1 | Roumanie        | Stade national Vassil-Levski Sofia, Bulgarie         |                                                      |
| |          | (0 - 0) | Koszka (en) 71e | Spectateurs : 50 000 Arbitrage : Andries van Leeuwen | Spectateurs : 50 000 Arbitrage : Andries van Leeuwen |
| | Rapport  | |                 | Spectateurs : 50 000 Arbitrage : Andries van Leeuwen | Spectateurs : 50 000 Arbitrage : Andries van Leeuwen |
| Deyanov - Shalamanov, Vutsov, Stoynov (en), Gaganelov - Penev, Dimitrov - Todorov, Dishkov (bg), Kotkov , Vasilev | Équipes  | Suciu (en) - Greavu (en), Nunweiller, Coe, Ivan (en) - Jenei, Koszka (en) - Avram (en), Constantin, Ionescu, Creiniceanu (en) |                 | Spectateurs : 50 000 Arbitrage : Andries van Leeuwen | Spectateurs : 50 000 Arbitrage : Andries van Leeuwen |

### Groupe 2

#### Premier tour
| Équipe 1 | Résultat | Équipe 2 | Aller | Retour |
| -------- | -------- | -------- | ----- | ------ |
| Hongrie  | 6 - 2    | Suède    | 4 - 0 | 2 - 2  |
| Suisse   | 0 - 7    | Espagne  | 0 - 1 | 0 - 6  |

#### Détail des rencontres
| 4 mai 1963         | Hongrie                                                                                       | 4 - 0   | Suède | Népstadion Budapest, Hongrie                          |                                                       |
| 16:00 heure locale | Palotai 57e · Bene 84e 86e · Povázsai (hu) 85e                                                | (0 - 0) | | Spectateurs : 19 000 Arbitrage : Friedrich Mayer (hu) | Spectateurs : 19 000 Arbitrage : Friedrich Mayer (hu) |
| 16:00 heure locale | Rapport                                                                                       |         | | Spectateurs : 19 000 Arbitrage : Friedrich Mayer (hu) | Spectateurs : 19 000 Arbitrage : Friedrich Mayer (hu) |
| 16:00 heure locale | Gelei - Novák, Orbán, Ihász, Palotai - Nagy, Györkő (hu), Komora - Bene, Povázsai (hu), Dunai | Équipes | Arvidsson (en) - Karlsson (en), Broström (en), Nordqvist - Johansson , Lundell, Nilsson (en) - Bild, Ohlsson, Eriksson, Heinemann | Spectateurs : 19 000 Arbitrage : Friedrich Mayer (hu) | Spectateurs : 19 000 Arbitrage : Friedrich Mayer (hu) |

| 9 octobre 1963                                                                                         | Suisse  | 0 - 1 | Espagne        | Stadio comunale Cornaredo Lugano, Suisse            |                                                     |
| |         | (0 - 1) | Montesinos 10e | Spectateurs : 2 000 Arbitrage : Johannes Malka (de) | Spectateurs : 2 000 Arbitrage : Johannes Malka (de) |
| | Rapport | |                | Spectateurs : 2 000 Arbitrage : Johannes Malka (de) | Spectateurs : 2 000 Arbitrage : Johannes Malka (de) |
| Hauenstein - Rohrer, Maring, Decker (en), Fuchs - Veya, Schneider, Blättler - Beer, Arnold, Antonietti | Équipes | Rodri (es) - Meltzer, Torres, Aranguren (en) - Jiménez, Echarri - Fuertes (es), Montesinos, Grosso, Uriarte, Velázquez |                | Spectateurs : 2 000 Arbitrage : Johannes Malka (de) | Spectateurs : 2 000 Arbitrage : Johannes Malka (de) |

| 27 octobre 1963    | Suède | 2 - 2   | Hongrie | Ullevi Göteborg, Suède                            |                                                   |
| 13:30 heure locale | Grip (en) 9e · Bild 16e | (2 - 2) | Dunai 19e · Laczkó (hu) 25e                                                                                      | Spectateurs : 25 109 Arbitrage : Erik Beijar (hu) | Spectateurs : 25 109 Arbitrage : Erik Beijar (hu) |
| 13:30 heure locale | Rapport |         | | Spectateurs : 25 109 Arbitrage : Erik Beijar (hu) | Spectateurs : 25 109 Arbitrage : Erik Beijar (hu) |
| 13:30 heure locale | Arvidsson (en) - Karlsson (en), Hemming, Anlert (sv), Rosander (en) - Johansson , Grip (en) - Bild, Eriksson, Ohlsson, Persson | Équipes | Gelei - Káposzta, Geller (hu), Szepesi, Palotai - Somodi (hu), Nagy, Mathesz - Dunai, Laczkó (hu), Povázsai (hu) | Spectateurs : 25 109 Arbitrage : Erik Beijar (hu) | Spectateurs : 25 109 Arbitrage : Erik Beijar (hu) |

| 6 novembre 1963 | Espagne                                                            | 6 - 0 | Suisse | Stade Lluís Sitjar Palma, Espagne                |                                                  |
| | Echarri 12e 41e · Vidal (ca) 36e 49e · Velázquez 47e · Uriarte 80e | (3 - 0)                                                                                                  |        | Spectateurs : 25 000 Arbitrage : Joseph Barbéran | Spectateurs : 25 000 Arbitrage : Joseph Barbéran |
| | Rapport                                                            | |        | Spectateurs : 25 000 Arbitrage : Joseph Barbéran | Spectateurs : 25 000 Arbitrage : Joseph Barbéran |
| Rodri (es) - Meltzer, Torres, Aranguren (en) - Montesinos, Echarri - Fuertes (es), Grosso, Velázquez, Uriarte, Vidal (ca) | Équipes                                                            | Hauenstein - Rohrer, Portmann, Decker (en), Fuchs - Desboeufs, Schneider, Blättler, Weber - Beer, Arnold |        | Spectateurs : 25 000 Arbitrage : Joseph Barbéran | Spectateurs : 25 000 Arbitrage : Joseph Barbéran |

#### Second tour
| Équipe 1 | Résultat | Équipe 2 | Aller | Retour |
| -------- | -------- | -------- | ----- | ------ |
| Espagne  | 1 - 5    | Hongrie  | 1 - 2 | 0 - 3  |

#### Détail des rencontres
| 29 avril 1964      | Espagne | 1 - 2   | Hongrie                                                                                       | Stade Lluís Sitjar Palma, Espagne                |                                                  |
| 20:30 heure locale | Velázquez 66e | (0 - 1) | Bene 12e 78e                                                                                  | Spectateurs : 25 000 Arbitrage : Antoine Blavier | Spectateurs : 25 000 Arbitrage : Antoine Blavier |
| 20:30 heure locale | Rapport |         |                                                                                               | Spectateurs : 25 000 Arbitrage : Antoine Blavier | Spectateurs : 25 000 Arbitrage : Antoine Blavier |
| 20:30 heure locale | Rodri (es) - Torres, Alavedra (en), Meltzer - Jiménez, Echarri - Velázquez, Montesinos, Grosso, Uriarte, Vidal (ca) | Équipes | Gelei - Káposzta, Orbán, Ihász - Palotai, Szepesi - Nagy, Komora, Bene, Povázsai (hu), Katona | Spectateurs : 25 000 Arbitrage : Antoine Blavier | Spectateurs : 25 000 Arbitrage : Antoine Blavier |

| 6 mai 1964         | Hongrie                                                                               | 3 - 0   | Espagne | Népstadion Budapest, Hongrie                                |                                                             |
| 16:00 heure locale | Bene 2e 55e · Palotai 43e                                                             | (2 - 0) | | Spectateurs : 20 000 Arbitrage : Włodzimierz Storoniak (hu) | Spectateurs : 20 000 Arbitrage : Włodzimierz Storoniak (hu) |
| 16:00 heure locale | Rapport                                                                               |         | | Spectateurs : 20 000 Arbitrage : Włodzimierz Storoniak (hu) | Spectateurs : 20 000 Arbitrage : Włodzimierz Storoniak (hu) |
| 16:00 heure locale | Gelei - Káposzta, Ihász, Palotai - Orbán, Szepesi - Nagy, Komora, Bene, Dunai, Katona | Équipes | Rodri (es) - Torres, Alavedra (en), Juan Manuel (es) - de Felipe, Echarri - Velázquez, Jiménez, Grosso, Tejada, Montesinos | Spectateurs : 20 000 Arbitrage : Włodzimierz Storoniak (hu) | Spectateurs : 20 000 Arbitrage : Włodzimierz Storoniak (hu) |

### Groupe 3

#### Tour préliminaire
| Équipe 1           | Résultat | Équipe 2             | Aller | Retour |
| ------------------ | -------- | -------------------- | ----- | ------ |
| Allemagne de l'Est | 4 - 2    | Allemagne de l’Ouest | 3 - 0 | 1 - 2  |

#### Détail des rencontres
| 15 septembre 1963 | Allemagne de l'Est                              | 3 - 0 | Allemagne de l’Ouest | Ernst-Thälmann-Stadion (de) Karl-Marx-Stadt, Allemagne de l'Est |                                              |
| | Kleiminger (en) 25e · Stöcker 31e · Nöldner 54e | (2 - 0) |                      | Spectateurs : 50 000 Arbitrage : Ken Dagnall                    | Spectateurs : 50 000 Arbitrage : Ken Dagnall |
| | Rapport                                         | |                      | Spectateurs : 50 000 Arbitrage : Ken Dagnall                    | Spectateurs : 50 000 Arbitrage : Ken Dagnall |
| Heinsch - Urbanczyk, Unger, Wagner (de) - Pankau, Liebrecht (en), Nöldner - Nachtigall (de), Fräßdorf, Kleiminger (en), Stöcker | Équipes                                         | Martinschledde (de) - Liebich (de), Michel (de), Kunzmann (de), Zott (de) - Birkhold (de), Leydecker (de) - Kreh (de), Zettelmaier (de), Neuser (de), Hönig (de) |                      | Spectateurs : 50 000 Arbitrage : Ken Dagnall                    | Spectateurs : 50 000 Arbitrage : Ken Dagnall |

| 22 septembre 1963 | Allemagne de l’Ouest     | 2 - 1 | Allemagne de l'Est | Niedersachsenstadion Hanovre, Allemagne de l'Ouest |                                                 |
| | Zettelmaier (de) 47e 59e | (0 - 1) | Stöcker 20e        | Spectateurs : 15 000 Arbitrage : Václav Korelus    | Spectateurs : 15 000 Arbitrage : Václav Korelus |
| | Rapport                  | |                    | Spectateurs : 15 000 Arbitrage : Václav Korelus    | Spectateurs : 15 000 Arbitrage : Václav Korelus |
| Martinschledde (de) - Michel (de), Liebich (de), Birkhold (de), Zott (de) - Kunzmann (de), Kirchner (de) - Hönig (de), Zettelmaier (de), Neuser (de), Leydecker (de) | Équipes                  | Heinsch - Wagner (de), Unger, Urbanczyk - Liebrecht (en), Pankau, Nöldner - Stöcker, Kleiminger (en), Fräßdorf, Nachtigall (de) |                    | Spectateurs : 15 000 Arbitrage : Václav Korelus    | Spectateurs : 15 000 Arbitrage : Václav Korelus |

#### Premier tour
| Équipe 1         | Résultat | Équipe 2           | Aller | Retour |
| ---------------- | -------- | ------------------ | ----- | ------ |
| Union soviétique | 11 - 0   | Finlande           | 7 - 0 | 4 - 0  |
| Pays-Bas         | 1 - 4    | Allemagne de l'Est | 0 - 1 | 1 - 3  |

#### Détail des rencontres
| 22 juillet 1963 | Union soviétique                                                             | 7 - 0 | Finlande | Central Stadium Kiev, Union soviétique            |                                                   |
| | Serebryanikov 16e 46e · Kazakov 27e 39e · Biba 38e · Matveïev 61e (pen.) 89e | (4 - 0) |          | Spectateurs : 48 000 Arbitrage : Milan Fencl (cs) | Spectateurs : 48 000 Arbitrage : Milan Fencl (cs) |
| | Rapport                                                                      | |          | Spectateurs : 48 000 Arbitrage : Milan Fencl (cs) | Spectateurs : 48 000 Arbitrage : Milan Fencl (cs) |
| Kotrikadze - Ponomarov, Chesternev, Khourtsilava, Mudrik - Maslov (en), Serebryanikov, Biba - Matveïev, Kazakov, Lobanovski | Équipes                                                                      | Gröndahl (fi) - Mäkinen (fi), Kemi (fi), Vanhanen (fi) , Lundqvist (fi) - Heltola (fi), Laine (fi) - Ruotsalainen (fi), Utriainen (fi), Malm (en), Mäkelä (fi) |          | Spectateurs : 48 000 Arbitrage : Milan Fencl (cs) | Spectateurs : 48 000 Arbitrage : Milan Fencl (cs) |

| 1er août 1963 | Finlande | 0 - 4 | Union soviétique                                          | Helsingin Olympiastadion Helsinki, Finlande |                                             |
| |          | (0 - 2) | Serebryanikov 23e · Biba 25e · Kazakov 48e · Matveïev 75e | Spectateurs : 6 485 Arbitrage : Bertil Lööw | Spectateurs : 6 485 Arbitrage : Bertil Lööw |
| | Rapport  | |                                                           | Spectateurs : 6 485 Arbitrage : Bertil Lööw | Spectateurs : 6 485 Arbitrage : Bertil Lööw |
| Gröndahl (fi) - Elo (fi), Kemi (fi), Vanhanen (fi) , Lundqvist (fi) - Sjöberg (fi), Mäkelä (fi) - Ruotsalainen (fi), Utriainen (fi), Heltola (fi), Rantala (fi) | Équipes  | Kotrikadze - Ponomarov, Chesternev, Khourtsilava, Mudrik - Maslov (en), Serebryanikov, Biba - Matveïev, Kazakov, Lobanovski |                                                           | Spectateurs : 6 485 Arbitrage : Bertil Lööw | Spectateurs : 6 485 Arbitrage : Bertil Lööw |

| 14 mars 1964 | Pays-Bas | 0 - 1 | Allemagne de l'Est | Zuiderparkstadion (nl) La Haye, Pays-Bas      |                                               |
| |          | (0 - 1) | Fräßdorf 12e       | Spectateurs : 3 000 Arbitrage : Bill Clements | Spectateurs : 3 000 Arbitrage : Bill Clements |
| | Rapport  | |                    | Spectateurs : 3 000 Arbitrage : Bill Clements | Spectateurs : 3 000 Arbitrage : Bill Clements |
| van Zanten - van Vlierden, de Jong, Boessen, Molenaar (nl), Gonlag - Munnecom, Frölich - Venema (nl), Roggeveen, Mulder | Équipes  | Heinsch - Urbanczyk, Unger, Seehaus, Körner - Liebrecht (en), Barthels - Kleiminger (en), Fräßdorf, Pankau, Stöcker |                    | Spectateurs : 3 000 Arbitrage : Bill Clements | Spectateurs : 3 000 Arbitrage : Bill Clements |

| 28 mars 1964 | Allemagne de l'Est                       | 3 - 1 | Pays-Bas  | Ostseestadion Rostock, Allemagne de l'Est        |                                                  |
| | Frenzel 11e · Stöcker 15e · Fräßdorf 27e | (3 - 1) | Mulder 3e | Spectateurs : 20 000 Arbitrage : Albert Guinnard | Spectateurs : 20 000 Arbitrage : Albert Guinnard |
| | Rapport                                  | |           | Spectateurs : 20 000 Arbitrage : Albert Guinnard | Spectateurs : 20 000 Arbitrage : Albert Guinnard |
| Heinsch - Urbanczyk, Unger, Seehaus, Körner - Liebrecht (en), Barthels - Kleiminger (en), Fräßdorf, Frenzel, Stöcker | Équipes                                  | Kutterink - de Jong, van Vlierden, Gonlag, Molenaar (nl), Boessen, Maas - Frölich, Munnecom - Mulder, Roggeveen |           | Spectateurs : 20 000 Arbitrage : Albert Guinnard | Spectateurs : 20 000 Arbitrage : Albert Guinnard |

#### Second tour
| Équipe 1           | Résultat | Équipe 2         | Aller | Retour | Appui |
| ------------------ | -------- | ---------------- | ----- | ------ | ----- |
| Allemagne de l'Est | 6 - 3    | Union soviétique | 1 - 1 | 1 - 1  | 4 - 1 |

#### Détail des rencontres
| 31 mai 1964                                                                                           | Allemagne de l'Est | 1 - 1 | Union soviétique | Zentralstadion Leipzig, Allemagne de l'Est      |                                                 |
| | Frenzel 11e        | (1 - 0) | Sevidov (en) 89e | Spectateurs : 80 000 Arbitrage : Joseph Heymann | Spectateurs : 80 000 Arbitrage : Joseph Heymann |
| | Rapport            | |                  | Spectateurs : 80 000 Arbitrage : Joseph Heymann | Spectateurs : 80 000 Arbitrage : Joseph Heymann |
| Heinsch - Urbanczyk, Walter, Geisler, Seehaus - Körner, Fräßdorf - Vogel, Frenzel, Lisiewicz, Stöcker | Équipes            | Urushadze - Ponomarov, Chesternev, Glotov, Anichkin - Korneïev, Serebryanikov, Biba - Sevidov (en), Malofeev, Bourtchalkine |                  | Spectateurs : 80 000 Arbitrage : Joseph Heymann | Spectateurs : 80 000 Arbitrage : Joseph Heymann |

| 7 juin 1964 | Union soviétique | 1 - 1 | Allemagne de l'Est  | Stade Central Lénine Moscou, Union soviétique       |                                                     |
| | Kopaïev 15e      | (1 - 0)                                                                                                  | Kleiminger (en) 62e | Spectateurs : 85 000 Arbitrage : Hans Carlsson (hu) | Spectateurs : 85 000 Arbitrage : Hans Carlsson (hu) |
| | Rapport          | |                     | Spectateurs : 85 000 Arbitrage : Hans Carlsson (hu) | Spectateurs : 85 000 Arbitrage : Hans Carlsson (hu) |
| Urushadze - Mudrik, Chesternev, Glotov - Maslov (en), Korneïev - Kopaïev, Serebryanikov, Biba - Sevidov (en), Bourtchalkine | Équipes          | Heinsch - Urbanczyk, Walter, Geisler, Unger - Pankau, Fräßdorf - Körner, Frenzel, Kleiminger (en), Vogel |                     | Spectateurs : 85 000 Arbitrage : Hans Carlsson (hu) | Spectateurs : 85 000 Arbitrage : Hans Carlsson (hu) |

| Match d'appui | Allemagne de l'Est                                                                                       | 4 - 1   | Union soviétique | Stadion Dziesięciolecia Varsovie, Pologne         |                                                   |
| 28 juin 1964  | Kleiminger (en) 16e · Urbanczyk 40e · Vogel 81e · Fräßdorf 85e                                           | (2 - 0) | Serebryanikov 54e | Spectateurs : 20 000 Arbitrage : Eduard Babauczek | Spectateurs : 20 000 Arbitrage : Eduard Babauczek |
| 28 juin 1964  | Rapport                                                                                                  |         | | Spectateurs : 20 000 Arbitrage : Eduard Babauczek | Spectateurs : 20 000 Arbitrage : Eduard Babauczek |
| 28 juin 1964  | Heinsch - Urbanczyk, Walter, Unger - Pankau, Geisler, Körner, Fräßdorf - Frenzel, Kleiminger (en), Vogel | Équipes | Lisitsin (en) - Mudrik, Chesternev, Khourtsilava, Krutikov - Logofet, Korneïev, Sergueïev, Serebryanikov - Sevidov (en), Fadeïev (ru) | Spectateurs : 20 000 Arbitrage : Eduard Babauczek | Spectateurs : 20 000 Arbitrage : Eduard Babauczek |

### Groupe 4

#### Premier tour
| Équipe 1 | Résultat | Équipe 2 | Aller | Retour |
| -------- | -------- | -------- | ----- | ------ |
| Turquie  | 3 - 9    | Italie   | 2 - 2 | 1 - 7  |
|          | exempt   | Pologne  | -     | -      |

#### Détail des rencontres
| 20 novembre 1963                                                                    | Turquie                   | 2 - 2 | Italie                                 | 19 Mayıs Stadyumu Ankara, Turquie              |                                                |
|                                                                                     | Ayfer (en) 8e · Kemal 89e | (1 - 0) | Giannini (it) 68e · Tamborini (it) 85e | Spectateurs : 13 000 Arbitrage : Petar Dzhonev | Spectateurs : 13 000 Arbitrage : Petar Dzhonev |
|                                                                                     | Rapport                   | |                                        | Spectateurs : 13 000 Arbitrage : Petar Dzhonev | Spectateurs : 13 000 Arbitrage : Petar Dzhonev |
| Nihat - Atilla, Rifat, Erol, Kemal - Ihsan, Ayfer (en) - Turan, Nedim, Sanli, Özden | Équipes                   | Zoff - Pesenti (it), Nodari (it), Rosato, Magnaghi (it), Cera - Giannini (it), De Sisti - Traspedini, Ferrario (it), Tamborini (it) |                                        | Spectateurs : 13 000 Arbitrage : Petar Dzhonev | Spectateurs : 13 000 Arbitrage : Petar Dzhonev |

| 11 mars 1964 | Italie                                                                                   | 7 - 1                                                                                 | Turquie   | Stadio Comunale Bergame, Italie                   |                                                   |
| | Mazzola 7e 35e · Fortunato (it) 9e · Lodetti 18e · Domenghini 49e · Petroni (it) 73e 88e | (4 - 0)                                                                               | Turan 61e | Spectateurs : 35 000 Arbitrage : Andrei Rǎdulescu | Spectateurs : 35 000 Arbitrage : Andrei Rǎdulescu |
| | Rapport                                                                                  |                                                                                       |           | Spectateurs : 35 000 Arbitrage : Andrei Rǎdulescu | Spectateurs : 35 000 Arbitrage : Andrei Rǎdulescu |
| Pizzaballa - Pesenti (it), Nodari (it), Rosato, Magnaghi (it), Cera - Domenghini, Lodetti - Mazzola, Petroni (it), Fortunato (it) | Équipes                                                                                  | Nihat - Atilla, Osman, Ihsan, Fikret, Erol - Turgay, Ayfer (en) - Turan, Sanli, Hamdi |           | Spectateurs : 35 000 Arbitrage : Andrei Rǎdulescu | Spectateurs : 35 000 Arbitrage : Andrei Rǎdulescu |

#### Second tour
| Équipe 1 | Résultat | Équipe 2 | Aller | Retour |
| -------- | -------- | -------- | ----- | ------ |
| Italie   | 4 - 0    | Pologne  | 3 - 0 | 1 - 0  |

#### Détail des rencontres
| 18 juin 1964 | Italie                                        | 3 - 0 | Pologne | Stadio Olimpico Rome, Italie                    |                                                 |
| | Mazzola 39e · De Sisti 68e · Petroni (it) 85e | (1 - 0) |         | Spectateurs : 10 000 Arbitrage : Branko Tesanić | Spectateurs : 10 000 Arbitrage : Branko Tesanić |
| | Rapport                                       | |         | Spectateurs : 10 000 Arbitrage : Branko Tesanić | Spectateurs : 10 000 Arbitrage : Branko Tesanić |
| Zoff - Noletti, Poletti, Rosato, Bercellino - Lodetti, Domenghini, De Sisti - Petroni (it), Mazzola, Fortunato (it) | Équipes                                       | Kornek (pl) - Gmoch, Łysko (en), Nieroba, Janduda (pl) - Suski (en), Gałeczka - Lubański, Szołtysik, Musiałek (pl), Faber |         | Spectateurs : 10 000 Arbitrage : Branko Tesanić | Spectateurs : 10 000 Arbitrage : Branko Tesanić |

| 25 juin 1964 | Pologne | 0 - 1 | Italie        | Edmund Szyc Stadium (en) Poznań, Pologne |                              |
| |         | (0 - 1) | Domenghini 6e | Arbitrage : Kurt Tschenscher             | Arbitrage : Kurt Tschenscher |
| | Rapport | |               | Arbitrage : Kurt Tschenscher             | Arbitrage : Kurt Tschenscher |
| Kornek (pl) - Olszówka (pl), Łysko (en), Nieroba, Janduda (pl) - Suski (en), Gałeczka - Lubański, Szołtysik, Musiałek (pl), Faber | Équipes | Zoff - Poletti, Noletti, Rosato, Facchetti, Cera - Domenghini, Lodetti, De Paoli (it), De Sisti - Petroni (it) |               | Arbitrage : Kurt Tschenscher             | Arbitrage : Kurt Tschenscher |

### Groupe 5

#### Tour préliminaire
| Équipe 1 | Résultat | Équipe 2        | Aller | Retour |
| -------- | -------- | --------------- | ----- | ------ |
| Islande  | 0 - 10   | Grande-Bretagne | 0 - 6 | 0 - 4  |

#### Détail des rencontres
| 7 septembre 1963   | Islande | 0 - 6   | Grande-Bretagne                                                                                         | Laugardalsvöllur Reykjavik, Islande               |                                                   |
| 16:00 heure locale | | (0 - 4) | Harvey 5e · Martin 7e ? · Lindsay (en) 10e 42e · Candey 48e                                             | Spectateurs : 7 755 Arbitrage : Erling Rolf Olsen | Spectateurs : 7 755 Arbitrage : Erling Rolf Olsen |
| 16:00 heure locale | Rapport 1 Rapport 2 |         | | Spectateurs : 7 755 Arbitrage : Erling Rolf Olsen | Spectateurs : 7 755 Arbitrage : Erling Rolf Olsen |
| 16:00 heure locale | Daníelsson (en) - B. Felixson (en), Njálsson (en), S. Jónsson, Stefánsson - Helgason (en), G. Felixson - Axelsson (en), R. Jónsson , Schram (en), Jakobsson | Équipes | Pinner - J. Martin , Neil, Ashworth, Law - Townsend, Candey - B. Martin, Lawrence, Lindsay (en), Harvey | Spectateurs : 7 755 Arbitrage : Erling Rolf Olsen | Spectateurs : 7 755 Arbitrage : Erling Rolf Olsen |

| 14 septembre 1963  | Grande-Bretagne                                                                                            | 4 - 0   | Islande | Plough Lane (en) Londres, Royaume-Uni        |                                              |
| 15:00 heure locale | Lawrence 3e ? · Harvey ?                                                                                   | (2 - 0) | | Spectateurs : 3 500 Arbitrage : Frede Hansen | Spectateurs : 3 500 Arbitrage : Frede Hansen |
| 15:00 heure locale | Rapport 1 Rapport 2                                                                                        |         | | Spectateurs : 3 500 Arbitrage : Frede Hansen | Spectateurs : 3 500 Arbitrage : Frede Hansen |
| 15:00 heure locale | Pinner - J. Martin , Neil, Townsend, Ardrey - Ashworth, Candey - B. Martin, Lawrence, Lindsay (en), Harvey | Équipes | Guðjónsson (en) - Stefánsson, B. Felixson (en), Árnason (en), H. Felixson - S. Jónsson, G. Felixson - Axelsson (en), R. Jónsson , Schram (en), Jakobsson | Spectateurs : 3 500 Arbitrage : Frede Hansen | Spectateurs : 3 500 Arbitrage : Frede Hansen |

#### Premier tour
| Équipe 1        | Résultat | Équipe 2 | Aller | Retour |
| --------------- | -------- | -------- | ----- | ------ |
| Tchécoslovaquie | 8 - 2    | France   | 4 - 0 | 4 - 2  |
| Grande-Bretagne | 3 - 5    | Grèce    | 2 - 1 | 1 - 4  |

#### Détail des rencontres
| 28 septembre 1963                                                                                      | Tchécoslovaquie                                                   | 4 - 0                                                                                      | France | Stadion města Plzně Plzeň, Tchécoslovaquie         |                                                    |
| | Brumovský 32e · Matlák 42e (pen.) · Nepomucký 57e · Píša (cs) 73e | (2 - 0)                                                                                    |        | Spectateurs : 15 000 Arbitrage : Nikolay Khlopotin | Spectateurs : 15 000 Arbitrage : Nikolay Khlopotin |
| | Rapport                                                           |                                                                                            |        | Spectateurs : 15 000 Arbitrage : Nikolay Khlopotin | Spectateurs : 15 000 Arbitrage : Nikolay Khlopotin |
| Schmucker - Urban, Weiss, Pičman - Matlák, Nepomucký, Brumovský - Knebort, Masný, Píša (cs), Lichtnégl | Équipes                                                           | Barreau - Duffez, Sénéchal, Polny - Santier, Bossy, Rivoire, Laffon - Blanchet, Sudre, Roy |        | Spectateurs : 15 000 Arbitrage : Nikolay Khlopotin | Spectateurs : 15 000 Arbitrage : Nikolay Khlopotin |

| 27 octobre 1963                                                                              | France           | 2 - 4                                                                                          | Tchécoslovaquie                       | Stade Paul-Rébeilleau Poitiers, France |                     |
|                                                                                              | Planchat 25e 71e | (1 - 1)                                                                                        | Masný 31e 52e · Koiš 58e · Geleta 81e | Spectateurs : 4 000                    | Spectateurs : 4 000 |
|                                                                                              | Rapport          |                                                                                                |                                       | Spectateurs : 4 000                    | Spectateurs : 4 000 |
| Barreau - Duffez, Biscarrat, Lemerre, Sénéchal, Polny - Bossy, Laffon - Sudre, Planchat, Roy | Équipes          | Schmucker - Urban, Weiss, Pičman - Matlák, Geleta, Brumovský - Koiš, Nepomucký, Cvetler, Masný |                                       | Spectateurs : 4 000                    | Spectateurs : 4 000 |

| 12 février 1964    | Grande-Bretagne                                                                                    | 2 - 1   | Grèce | Stamford Bridge Londres, Royaume-Uni          |                                               |
| 19:15 heure locale | Lawrence 31e · Buchanan 37e                                                                        | (2 - 0) | Papaïoánnou 49e | Spectateurs : 5 589 Arbitrage : Joseph Hannet | Spectateurs : 5 589 Arbitrage : Joseph Hannet |
| 19:15 heure locale | Rapport 1 Rapport 2                                                                                |         | | Spectateurs : 5 589 Arbitrage : Joseph Hannet | Spectateurs : 5 589 Arbitrage : Joseph Hannet |
| 19:15 heure locale | Kennedy - Martin , Neil, D'Arcy, Ashworth - Townsend, Campbell - Buchanan, Lawrence, Quail, Harvey | Équipes | Paschalis - Kefalidis, Zanteroglou (el), Liaros, Soúrpis - Mavridis (el), Kyriakou - Mitariotis, Ventouris (el), Papaïoánnou , Christoforidis (el) | Spectateurs : 5 589 Arbitrage : Joseph Hannet | Spectateurs : 5 589 Arbitrage : Joseph Hannet |

| 8 avril 1964       | Grèce | 4 - 1   | Grande-Bretagne                                                                                          | Stadio Georgios Karaiskasis Le Pirée, Grèce         |                                                     |
| 16:30 heure locale | Mavridis (el) 3e · Papaïoánnou 75e 84e · Papazoglou (en) 82e                                                                                               | (1 - 0) | Buchanan 72e                                                                                             | Spectateurs : 28 000 Arbitrage : Menachem Ashkenazi | Spectateurs : 28 000 Arbitrage : Menachem Ashkenazi |
| 16:30 heure locale | Rapport 1 Rapport 2 |         | | Spectateurs : 28 000 Arbitrage : Menachem Ashkenazi | Spectateurs : 28 000 Arbitrage : Menachem Ashkenazi |
| 16:30 heure locale | Paschalis - Kambourlazos (el), Vassileiou (el), Soúrpis, Liaros - Mavridis (el), Skevofilakas (en) - Kyriakou, Papazoglou (en), Papaïoánnou , Pomonis (el) | Équipes | Kennedy - Martin , Robertson, Ashworth, Law - Townsend, Campbell - Lindsay (en), Buchanan, Quail, Harvey | Spectateurs : 28 000 Arbitrage : Menachem Ashkenazi | Spectateurs : 28 000 Arbitrage : Menachem Ashkenazi |

#### Second tour
| Équipe 1        | Résultat | Équipe 2      | Aller | Retour |
| --------------- | -------- | ------------- | ----- | ------ |
| Tchécoslovaquie | -        | Grèce forfait | -     | -      |

#### Détail des rencontres
|  | Tchécoslovaquie | Q. - forfait | Grèce |  |  |
|  |                 |              |       |  |  |